# Lijst van burgemeesters van Charlois
Dit is een lijst van burgemeesters van de voormalige Nederlandse gemeente Charlois tot die gemeente in 1895 opging in de gemeente Rotterdam.
| Ambtsperiode | Naam burgemeester                           | Partij of stroming | Bijzonderheden                                                                                               |
| ------------ | ------------------------------------------- | ------------------ | --- |
| 1828 - 1854  | Machiel (M.) Speelman                       |                    | tevens burgemeester van Katendrecht (1850-1854)                                                              |
| 1854 - 1878  | Mr. Hendrik Marinus Barendregt van Charlois |                    | tevens burgemeester van Katendrecht (in 1874 opgegaan in Charlois), eerder o.a. burgemeester van Barendrecht |
| 1878 - 1895  | Mr. Johan Diederik Ægidius van Blommestein  |                    | eerder burgemeester van Strijen, later van Kampen                                                            |